# Andreas Marneros
Andreas Marneros (* 22. Oktober 1946 in Germasoja, Zypern) ist ein deutscher Psychiater zyprischer  Herkunft und emeritierter Professor für das Fach Psychiatrie, Psychotherapie und Neurologie. Er war zuletzt bis 2012 knapp zwanzig Jahre lang Lehrstuhlinhaber und Direktor der Klinik für Psychiatrie, Psychotherapie und Psychosomatik an der Martin-Luther-Universität Halle-Wittenberg (MLU).

## Leben
Andreas Marneros legte das Abitur 1964 in Limassol auf Zypern ab. Im Anschluss studierte er bis 1972 Medizin an der Aristoteles-Universität Thessaloniki, Griechenland, und erlangte dort 1972 seinen Abschluss.
Anschließend ging Andreas Marneros nach Deutschland, wo er von 1973 bis 1979 als Wissenschaftlicher Mitarbeiter der Neuro-Psychiatrischen Klinik der Johannes Gutenberg-Universität Mainz (JGU) tätig war. Dort promovierte er 1977 zum Thema Psychopathologie der beginnenden Hirnatrophie.
1978 erfolgte seine Facharztanerkennung als Nervenarzt, der 1994 in Facharzt für Psychiatrie und Psychotherapie umgewandelt wurde. 1984 erhielt Andreas Marneros den Zusatztitel „Psychotherapie“ und 2006 den Zusatztitel „Forensische Psychiatrie“.
Andreas Marneros habilitierte sich 1980 an der Medizinischen Fakultät der Universität zu Köln mit dem Thema Struktur und Dynamik der Hirnorganischen Melancholie und bekam die Lehrbefugnis für die Fächer Psychiatrie, Psychotherapie und Neurologie.
Von 1980 bis 1983 fungierte Andreas Marneros als Privatdozent (PD) an der Psychiatrischen Klinik der Universität zu Köln, und von 1983 bis 1985 als Professor für Klinische Psychiatrie an derselben Universität.
1985 bis 1992 war er Professor für Medizinische Psychologie und Allgemeine Psychopathologie an der Rheinischen Friedrich-Wilhelms-Universität Bonn.
Andreas Marneros war schließlich von Sommer 1992 bis Januar 2012 Lehrstuhlinhaber und Direktor der Klinik für Psychiatrie, Psychotherapie und Psychosomatik an der Martin-Luther-Universität Halle-Wittenberg.
Andreas Marneros agierte, auch über die Grenzen von Sachsen-Anhalt hinaus, lange als Gerichtsgutachter.
Seit seiner Emeritierung publiziert er Bücher, die sich im Grenzgebiet zwischen Griechischer Mythologie und Psychiatrie / Psychologie bewegen.

## Forschungsschwerpunkte
Andreas Marneros' Forschungsschwerpunkte sind anhaltende wahnhafte Störungen, akute vorübergehende psychotische Störungen sowie schizophrene, schizoaffektive und affektive Störungen. Die Arbeiten auf den beiden letztgenannten Gebieten wurden jeweils mit einem Forschungspreis ausgezeichnet. Ein weiterer Forschungs- und Publikationsschwerpunkt ist die Forensische Psychiatrie.
Andreas Marneros hat im Laufe der Zeit ca. 600 Publikationen veröffentlicht, darunter 46 Bücher.

## Auszeichnungen
Andreas Marneros hat verschiedene Auszeichnungen erhalten, u. a.:
- 1998: „Richard von Krafft-Ebing Forschungspreis für originelle Forschung in der Forensik“ (zusammen mit den anderen Teammitgliedern Simone Ullrich und Dieter Rössner)
- 2002: „Emil Kraepelin Forschungspreis für herausragende Forschungsarbeiten im Bereich der psychotischen Störungen, insbesondere der akuten vorübergehenden psychotischen Störungen“, außerdem Kraepelin-Alzheimer-Ehrenplakette
- 2002: Ehrenplakette der Cyprus Society of Psychiatrists
- 2003: Ehrendoktor der Nationalen und Kapodistrias-Universität Athen
- 2009: Ehrendoktor der Aristoteles-Universität Thessaloniki
- 2011: Ehrenprofessur der Katholischen Universität Córdoba, Argentinien
- 2022: Bundesverdienstkreuz am Bande[5]

## Schriften (Auswahl)
- Die List. Mythen und Psychologie. Schattauer, 2020, ISBN 978-3-608-40034-2
- Warum Ödipus keinen Ödipus-Komplex und Adonis keinen Schönheitswahn hatte – Psychoanalyse und griechische Mythologie – eine Beziehungsklärung. Springer, 2018, ISBN 978-3-662-56730-2
- Homers Odyssee psychologisch erzählt. Der Seele erste Irrfahrt. Springer, 2016. ISBN 978-3-658-13847-9
- Irrsal! Wirrsal! Wahnsinn! Persönlichkeit, Psychose und psychische Konflikte in Tragödien und Mythen. Schattauer, Stuttgart 2013, ISBN 978-3-7945-2901-8.
- Das Doppelherz des Odysseus ... und warum Ithaka in Deutschland liegt. Eine pathetische Liebeserklärung an Deutschland. Mit einem Vorwort von Kurt Biedenkopf. 2. Auflage. ANA-Publ., Köln 2013, ISBN 978-3-931906-21-4 (Autobiografie).
- Intimizid. Die Tötung des Intimpartners. Ursachen, Tatsituationen und forensische Beurteilung. Schattauer, 2008, ISBN 978-3-7945-2414-3
- Affekttaten und Impulstaten. Forensische Beurteilung von Affektdelikten. Schattauer, 2007, ISBN 978-3-7945-2517-1
- Das Neue Handbuch der Bipolaren und Depressiven Erkrankungen. Thieme, 2004. ISBN 978-3-13-109092-8
- Andreas Marneros / Arno Deister / Anke Rohde: Affektive, schizoaffektive und schizophrene Psychosen. Eine vergleichende Langzeitstudie (= Monographien aus dem Gesamtgebiete der Psychiatrie. Band 65). Springer, Berlin / Heidelberg 1991, ISBN 3-540-54323-6.